# Memorial 22/03

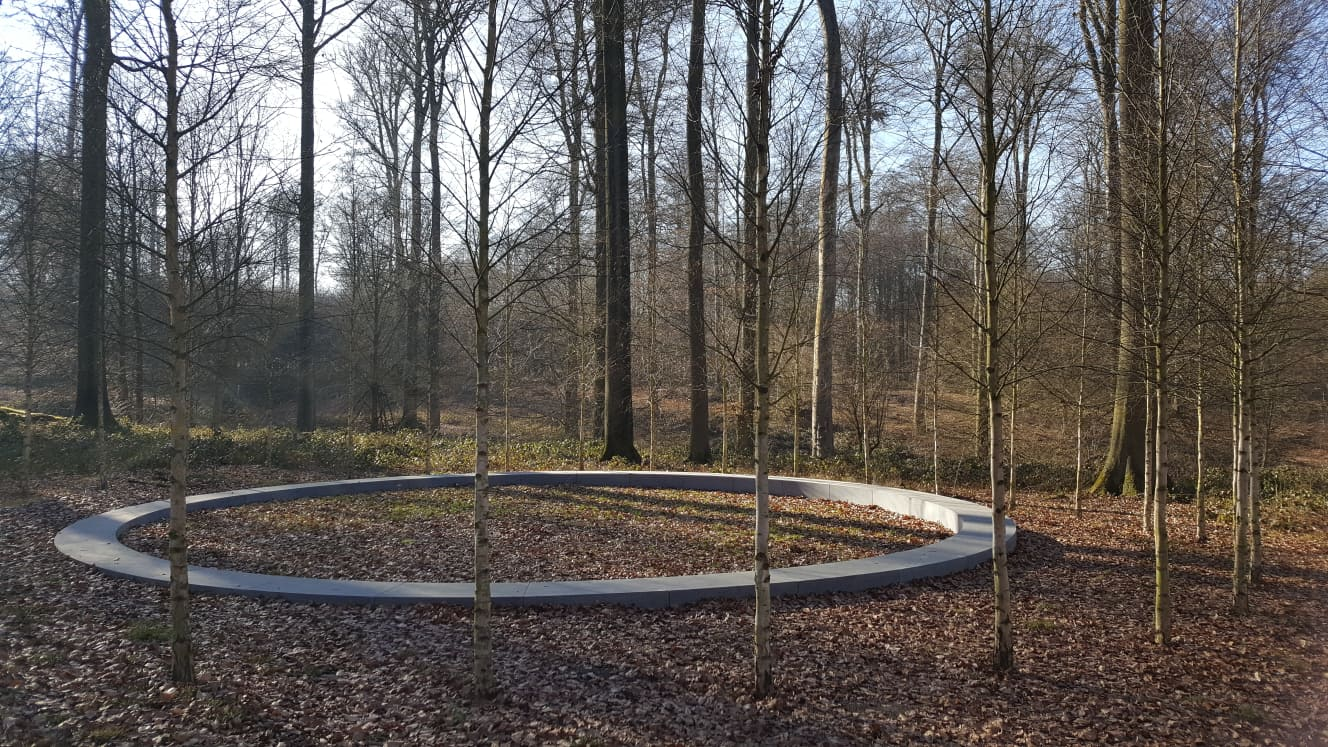
Memorial 22/03 in Zoniënwoud, na de aanslagen van 22 maart 2016.

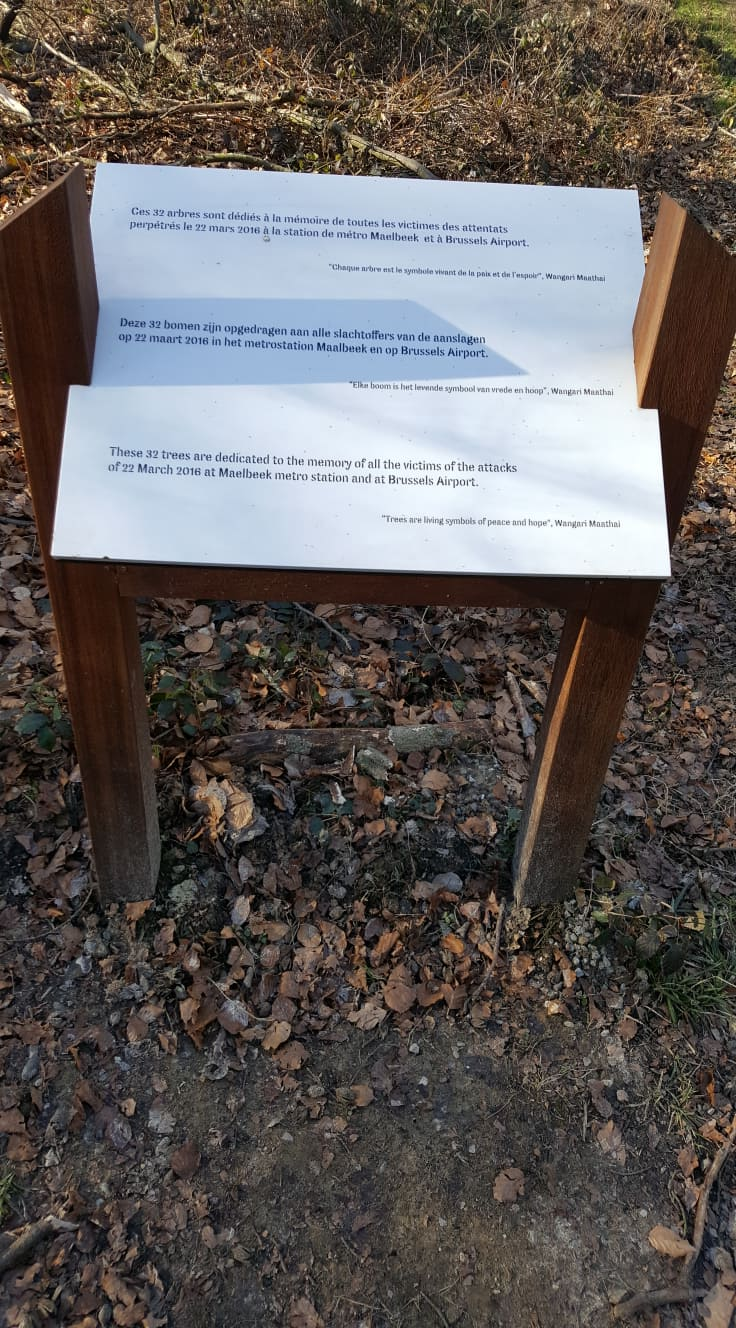
Het infobord dat bij het monument hoort.

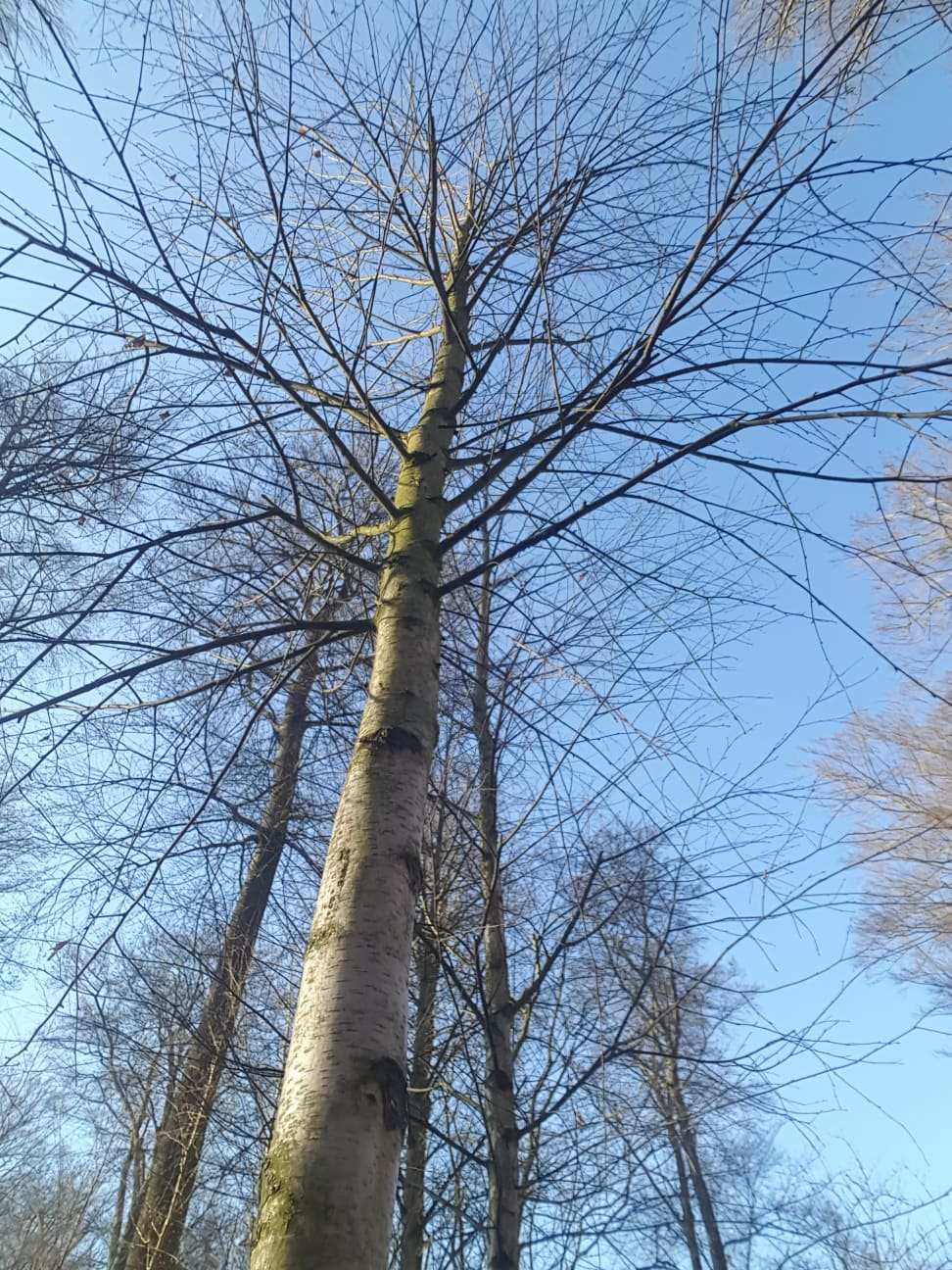
Een van de 32 berken rond het monument.

Het Memorial 22/03 is een herdenkingsmonument voor de terreuraanslagen van 2016, gelegen in het Zoniënwoud in Ukkel in het Brussels Hoofdstedelijk Gewest. Er werd gekozen voor het Zoniënwoud omdat deze plaats rust uitstraalt.

## Geschiedenis
Het monument werd gebouwd naar aanleiding van de aanslagen van 22 maart 2016. Bij de eerste bomaanslag op Brussels Airport kwamen 12 mensen om het leven (exclusief terroristen). Een dik uur later vond er ook een aanslag plaats in Maalbeek (metrostation) daarbij kwamen 20 mensen om het leven (exclusief terroristen). Het herdenkingsmonument in het Zoniënwoud kwam er nadat nabestaanden van een van de slachtoffers aan Céline Fremault, Brusselse minister van Leefmilieu, om een herdenkingsboom vroeg. Uiteindelijk kwam er uit dit idee het monument.

## Beschrijving
Het monument in het Zoniënwoud bestaat uit 32 blokken blauwe hardsteen van 800 kilogram die samen een ring vormen. Deze staan zo opgesteld dat ze gebruikt kunnen worden als zitbank. Rond deze blokken bevinden zich 32 berken die symbool staan voor de 32 omgekomen mensen. Er werd specifiek gekozen voor deze bomen aangezien ze symbool staan voor het leven.

## Ontwerper
Het monument in het Zoniënwoud is ontworpen door Bas Smets, een landschapsarchitect die over de hele wereld actief is in het maken van monumenten en landschappen. Naast het herdenkingsmonument in Bosvoorde maakte hij ook een herdenkingsplek voor de slachtoffers van de aanslag op het Noorse eiland Utøya.

## Andere monumenten
Naast het herdenkingsmonument in het Zoniënwoud zijn er elders ook nog monumenten naar aanleiding van de aanslagen van 22 maart. Er is de Flight in Mind, een standbeeld dat sinds 1995 opgesteld stond in de vertrekhal van Brussels Airport. Na de aanslagen werd het verplaatst naar een parkje langs de luchthaven. Aan het Schumanplein is het monument Gewond maar steeds overeind tegenover het onbegrijpelijke gebouwd. Ook in het metrostation Maalbeek (metrostation) werd een monument ingericht, bedacht en gerealiseerd door de Belgische cartoonist Benoît van Innis.